# Прилепи
Вижте пояснителната страница за други значения на Прилеп .
Прилепите (Chiroptera) са разред дребни животни от клас Бозайници (Mammalia). Характерно за тях е, че предните им крайници са прераснали в крила. Прилепите са единствените бозайници, които могат да летят активно, макар че някои други видове са способни да прелитат на ограничено разстояние.
Разредът наброява около 1110 вида, около 20% от всички видове бозайници. Прилепите са разпространени по целия свят с изключение на някои откъснати острови, полярните райони и високопланинските области над границата на горите. В България се срещат около 30 вида от семействата Булдогови прилепи (Molossidae), Подковоносови (Rhinolophidae) и Гладконоси прилепи (Vespertilionidae).
Живеят над 20 години. В повечето случаи раждат по едно малко на година и го кърмят един месец.

## Класификация
Прилепите се делят на два подразреда:
Microchiroptera
- дължина от 4 до 16 cm,
- насекомоядни или месоядни,
- голяма част използват ехолокация,
- нокътят на втория пръст на предните крайници липсва,
- ушите не образуват затворени пръстени, а са разделени в основата си,
- липсва пухкавият мъх под козината; имат само едра предпазваща козина или са голи.

Megachiroptera
- дължина от 6 до 40 cm,
- хранят се главно с плодове и растения,
- без ехолокация (с изключение на Египетския плодояден прилеп).

### Семейства
Подразред Megachiroptera
Pteropodidae
Подразред Microchiroptera
Надсемейство Emballonuroidea
Emballonuridae
Надсемейство Molossoidea
Antrozoidae
Molossidae – Булдогови прилепи
Надсемейство Nataloidea
Furipteridae
Myzopodidae
Natalidae
Thyropteridae
Надсемейство Noctilionoidea
Mormoopidae
Mystacinidae
Noctilionidae
Phyllostomidae – Американски листоноси прилепи
Надсемейство Rhinolophoidea
Megadermatidae
Nycteridae
Rhinolophidae – Подковоносови
Надсемейство Rhinopomatoidea
Craseonycteridae
Rhinopomatidae
Надсемейство Vespertilionoidea
Vespertilionidae – Гладконоси прилепи

## Културни аспекти
В редица култури прилепът е символ на нощта и нейната предвещаваща същност. Свързва се с вампирите, които според преданията могат да си променят вида на прилеп, мъгла или вълк. Символизира също призраците, смъртта и болестите.
Свързва се с нощни злодеи и герои като Батман и граф Дракула.
В Обединеното кралство прилепите са защитени от закон, предвиждащ при неспазване налагането на глоби.